# Pieter Geyl
Pieter Catharinus Arie Geijl (ur. 15 grudnia 1887 w Dordrechcie, zm. 31 grudnia 1966 w Utrechcie) – holenderski historyk. Publikując w języku angielskim, używał zanglicyzowanej pisowni swego nazwiska: „Geyl”. Badał przede wszystkim wczesnonowożytne dzieje Republiki Zjednoczonych Prowincji Niderlandów.
Był absolwentem Uniwersytetu w Lejdzie. W 1940 roku napisał artykuł o Napoleonie, tak jakim go widzieli współcześni mu Holendrzy. Wydawcy nie zdecydowali się na publikacje, bowiem zbyt wiele było podobieństw między Napoleonem a Hitlerem. Od października 1940 roku do lutego 1944 Geijl był więziony przez nazistów.
Jako historyk, Geijl sprzeciwiał się teorii Arnolda Toynbee’ego dotyczącego istnienia historycznych prawideł rozwoju i upadku imperiów. Zwalczał też determinizm historyczny dotyczący dyskusji wokół pruskiej „Sonderweg”. W historii niderlandzkiej podkreślał znaczenie konfliktów dynastii Orańskiej z drobnomieszczanami i plebsem.
Był członkiem Królewskiej Holenderskiej Akademii Sztuk i Nauk. W 1959 odznaczony Pour le Mérite za Naukę i Sztukę.

## Prace
- Christofforo Suriano: resident van de Serenissime Republiek van Venetië in Den Haag, 1616-1623, 1913.
- Willem IV en Engeland tot 1748, 1924.
- De Groot-Nederlandsche gedachte, 1925.
- De geschiedenis van de Nederlandsche Stam, 3 volumes, 1930-1959: translated into English as The Revolt of the Netherlands, 1555-1609 and The Netherlands in the Seventeenth Century.
- Revolutiedagen te Amsterdam, Augustus-September 1748, 1936.
- Patriotten en NSBers, 1946.
- The Revolt of the Netherlands, 1555-1609, New York: Barnes & Noble, 1966.
- The Netherlands in the Seventeenth Century, 2 volumes, New York: Barnes & Noble, 1961-1964.
- Oranje en Stuart, 1641-72, 1939: translated by A. Pomerans into English as Orange and Stuart, 1641-72, New York: Scribner, 1970.
- Napoleon: voor en tegen in de Franse geschiedschrijving, 1946: translated by O. Renier into English as Napoleon, For and Against, New Haven, CT; Yale University Press, 1948.
- De Patriottenbeweging, 1780-1787, 1947.
- Can We Know the Pattern of the Past? Discussion between P. Geyl and A. Toynbee concerning Toynbee’s Book 'A Study of History', Bossum: F.G. Kroonder, co-written with Arnold Toynbee, 1948.
- The Pattern of the Past: Can we Determine it? cowritten with Arnold Toynbee and P. Sorokin, New York: Greenwood, 1949.
- Use and Abuse of History, New Haven, CT: Yale University Press, 1955.
- Debates with Historians, Cleveland, Ohio: Meridian, 1958.
- Studies en strijdschriften, 1958.
- Encounters in History, Cleveland, Ohio: Meridian, 1961.